# Медаль Вооружённых сил «За операции за рубежом» (Норвегия)
Медаль Вооружённых сил «За операции за рубежом» – ведомственная награда Вооружённых сил Королевства Норвегия.

## История
Медаль Вооружённых сил «За операции за рубежом» была учреждена в 1 апреля 2005 года для поощрения норвежских военнослужащих, принимавших участие в военных операциях за рубежом, и проходивших службу по меньшей мере в течение 90 дней. В 2011 году данный критерий был уменьшен до 30 дней. Также при перерывах в командировках за рубеж, 30 дней могли накапливаться.
Впервые медаль была вручена 22 июня 2005 года персоналу батальона Телемарк, с 2003 года участвовавшего в боевых действиях в Ираке.
В июне 2015 года медаль впервые была вручена гражданскому персоналу.

## Описание
Медаль круглой формы с бортиком из бронзы.
Аверс несёт норвежский гербовой щит коронованный геральдической короной наложенный на поставленный в столб меч остриём вверх. У по обе стороны от основания меча надпись: «SEMPER PARATUS» (Всегда готов).
Реверс – восьмиконечная звезда (роза ветров) с заострёнными двугранными лучами.
Цвета ленты медали варьируются в зависимости от места проведения операции:
| Планки медали за операции в | Планки медали за операции в | Планки медали за операции в | Планки медали за операции в | Планки медали за операции в | Планки медали за операции в | Планки медали за операции в |
| Боснии и Герцоговине        | Косово                      | Афганистане                 | Средиземном море            | Ираке                       | Балтийском присоединении    | Судане                      |
| --------------------------- | --------------------------- | --------------------------- | --------------------------- | --------------------------- | --------------------------- | --------------------------- |
|                             |                             |                             |                             |                             |                             |                             |
| Ливане                      | Сомали                      | Чаде                        | Ливии                       | Сирии                       | Мали                        |                             |
|                             |                             |                             |                             |                             |                             |                             |